# Муняково
Муняково — в Старожиловском районе Рязанской области. Входит в Столпянское сельское поселение

## География
Находится в западной части Рязанской области на расстоянии приблизительно 19 км на восток-юго-восток по прямой от районного центра поселка Старожилово на левобережье реки Проня.

## История
Отмечалась еще на карте 1850 года как поселение с 79 дворами.

## Население
Численность населения: 297 человек в 2002 году (русские 92 %), 287 в 2010.